# Huìkě
(Quarantunesimo gong'an  del Wúmén guān, 無門關.)
(Denkō roku, 伝光録.)
Huìkě (慧可, anche: Hui-k'o. In coreano: Hyega, in giapponese: Eka; 487 – 593) è stato un monaco buddista cinese, II patriarca (cin. 祖 zǔ) della scuola buddista cinese Chán (禪宗), secondo un documento datato al 689 denominato "Epitaffio di Fǎrù" (法如, o Fa-ju).

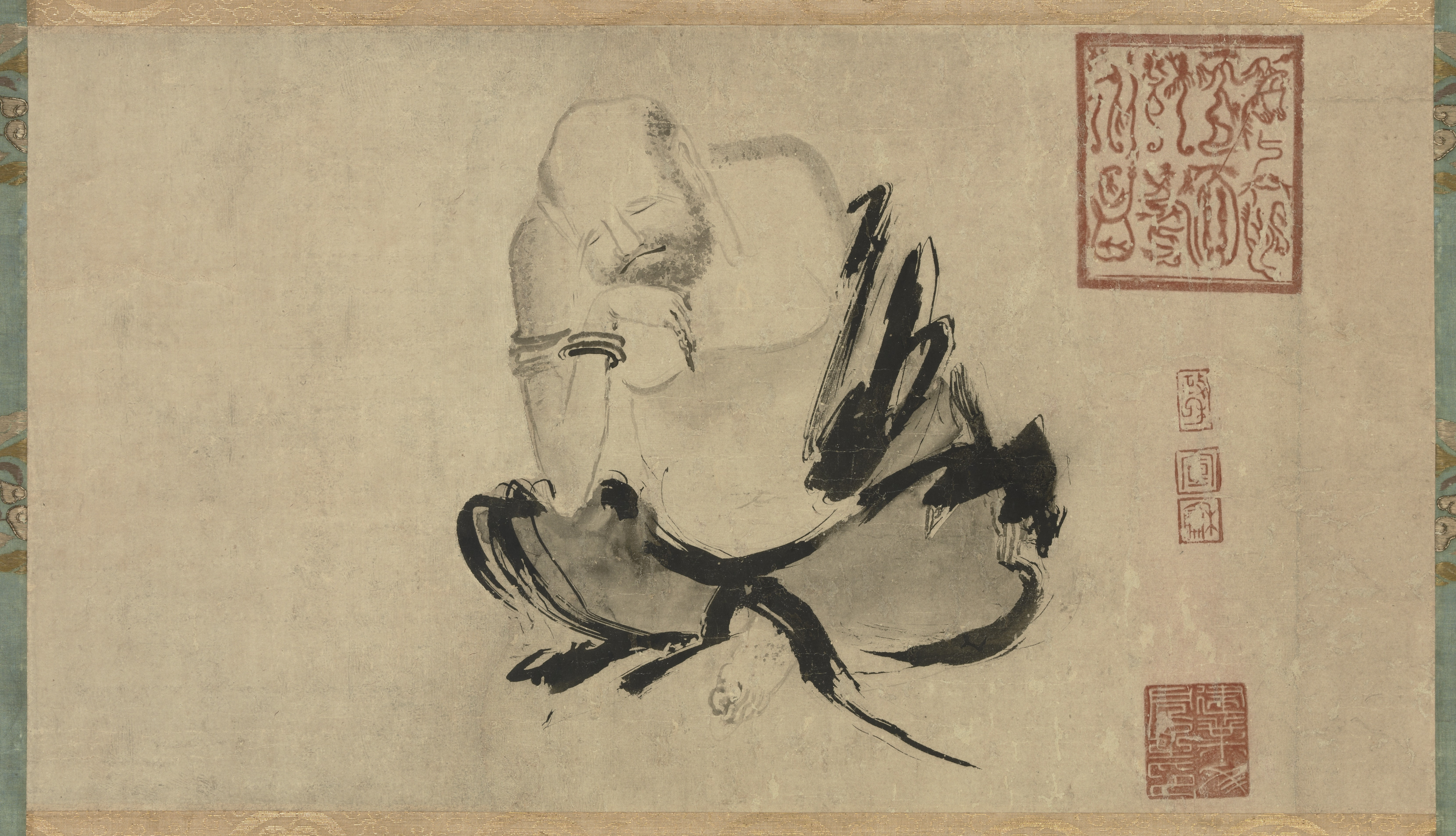
Huìkě (慧可, 487-593) in un dipinto del X secolo.

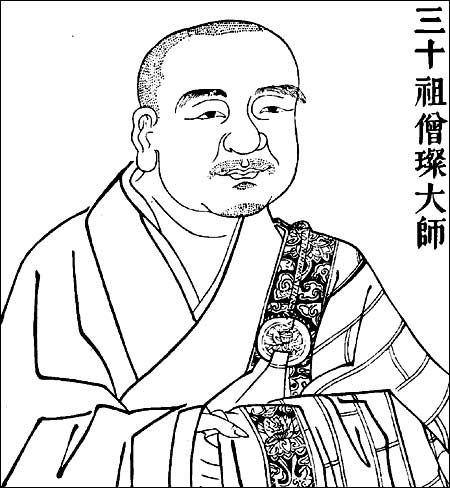
Il III patriarca Chán e discepolo di Huìkě, Sēngcàn (僧璨, ?-606). Sēngcàn era, secondo la tradizione, afflitto dalla lebbra. Così il Denkō roku, 伝光録:

In questo "epitaffio", collocato nei pressi del monastero Shàolín (少林寺, Shàolín-sì), viene indicato il fondatore di questa scuole in Bodhidharma, seguito da altri cinque nomi: Huìkě (慧可, 487-593), Sēngcàn (僧璨, ?-606),  Dàoxìn (道信, 580 - 651), Hóngrěn (弘忍, 601 - 674) e Fǎrù (法如, 638-689).
Come per il suo maestro, Bodhidharma, la vita di Huìkě è tuttavia avvolta nella leggenda.
Secondo la tradizione Chán Huìkě era un erudito studioso del Confucianesimo, del Daoismo e del Buddismo. Insoddisfatto, compiuti i quaranta anni si recò presso il monastero di Shàolín dove insegnava Bodhidharma e dove seguì il maestro per i successivi sei anni.
Un racconto tradizionale ci narra che per ottenere di essere accolto come discepolo di Bodhidharma e per dimostrare al maestro la sua determinazione (志 zhì) ad ottenerne l'insegnamento stette per alcuni giorni nella neve di fronte alla cella del primo patriarca senza riuscire, tuttavia, ad essere ricevuto. Solo dopo che Huìkě si amputò un braccio, Bodhidharma ne comprese la forza e la serietà e lo prese come discepolo e successore.
Nello Xùgāosēngzhuàn (續高僧傳, T.D. 2060.50.425a-707a) redatto da Dàoxuān (道宣, 596-667) viene invece riportato che Huìkě perse il braccio a causa di alcuni briganti che infestavano i boschi attorno al monastero, ma il Chuánfǎbǎojì (傳法寶紀, T.D. 2838.85.1291) opera di scuola Chán dell'VIII secolo, rigetta con sdegno la ricostruzione di  Dàoxuān .
Conseguita l'illuminazione (悟 wù o anche 覺 jué) Huìkě ricevette la trasmissione del lignaggio (戒脈 jiè mài) divenendo, dopo la morte di Bodhidharma, il secondo patriarca della scuola Chán.
Così il Denkō roku  (伝光録) racconta il conferimento del sigillo della trasmissione (印可 yìnkě):
Il patriarca rispose: "Non è stato cancellato tutto?". 

Huìkě rispose: "Non è stato cancellato tutto."

Il patriarca domandò: "Quale prove ci sono per questo?"

Huìkě risposte: "Perché io sono sempre cosciente di questo, nessuna parola può rendere ciò".

Il patriarca replicò: "In fin dei conti è la realtà mente-corpo che tutti i Buddha hanno riconosciuto. Non dubitare di questo!"»
Secondo Fǎchōng  (法沖, 587?-665) Huìkě ricevette da Bodhidharma anche una copia del Laṅkāvatārasūtra con la raccomandazione di diffonderlo per il bene dell'umanità.
Dopo la permanenza a Shàolín, sempre secondo la tradizione, Huìkě si nascose tra la gente comune stabilendosi poi a Yedu (oggi nello Henan) raccogliendo intorno a sé alcuni discepoli tra cui  Tànlín (曇林, 506–574) e  Sēngcàn (僧璨, ?-606).
Dopo aver trasmesso il lignaggio a Sēngcàn, terzo patriarca Chán, Huìkě si recò verso il meridione per sfuggire a delle vendette causate dalla gelosia  provocata dalla sua capacità di predicare il Dharma. Trasferitosi a Chang'an, secondo lo Xùgāosēngzhuàn di Dàoxuān, venne lì giustiziato nel 593 a causa di intrighi perpetrati da maestri di scuole buddiste rivali.
Di Huìkě non conserviamo alcuna opera.